# Circo Estatal de Krasnodar
El Circo Estatal de Krasnodar (del ruso: Краснодарский государственный цирк) es un circo de la ciudad de Krasnodar, en el krai de Krasnodar, Rusia. Su sede en la ciudad se construyó en 1970. 

## Historia
El circo apareció en Krasnodar en 1880 en la forma de farsa con artistas de paso. En 1908 se construyó el primer edificio de circo estable, de madera, con capacidad para mil personas, en la esquina de las calles Gudimy y Mir. En la década de 1920 el circo de Krasnodar era usado por colectivos dirigidos por I. Lébedev y A. Lapiado. En los años posteriores las funciones del circo se realizaron en el jardín municipal.
En 1970 tuvo lugar la inauguración del nuevo edificio estable del circo. El proyecto fue llevado a cabo por el Instituto TSPNIIEP, especializado en el diseño de los edificios de espectáculos y construcciones deportivas. Desde entonces han actuado en él los artistas del pueblo de la URSS y Rusia: A. I. Filátov, Mijaíl Zapashni y su hijo Mstislav, Karandash, Oleg Popov, Yuri Yermoláyev, Vladímir Shevchenko, Yevgueni Miláyev, Sarvat Begbudi, Yuri Merdénov, Anatoli Kornílov, Ígor Kío y muchos otros.